# Picapedrer
Un picapedrer o pedrapiquer és una persona que té com a ofici treballar la pedra per a la construcció. Sovint restaren agrupats en la mateixa confraria professional que els mestres de cases. Alguns picapedrers feien treballs d'escultura.
Hi havia, a més, una diferència entre els trencadors, els picadors o els picadors al fi, aquests darrers encarregats de les tasques més delicades. Per distingir els carreus que havien posat o picat els uns dels altres, hi gravaven unes marques per saber quan havien de cobrar amb comparació dels carreus que havien posat. Aquestes marques solien aparèixer en els murs, tant interiors com exteriors.

## Història

### Temps antics
Les grans construccions de pedra a Egipte, Grècia i Roma demostren l'activitat dels picapedrers. L'estudi dels edificis i de les pedreres permet aproximar-se a la realitat de la professió de picapedrer en èpoques passades.

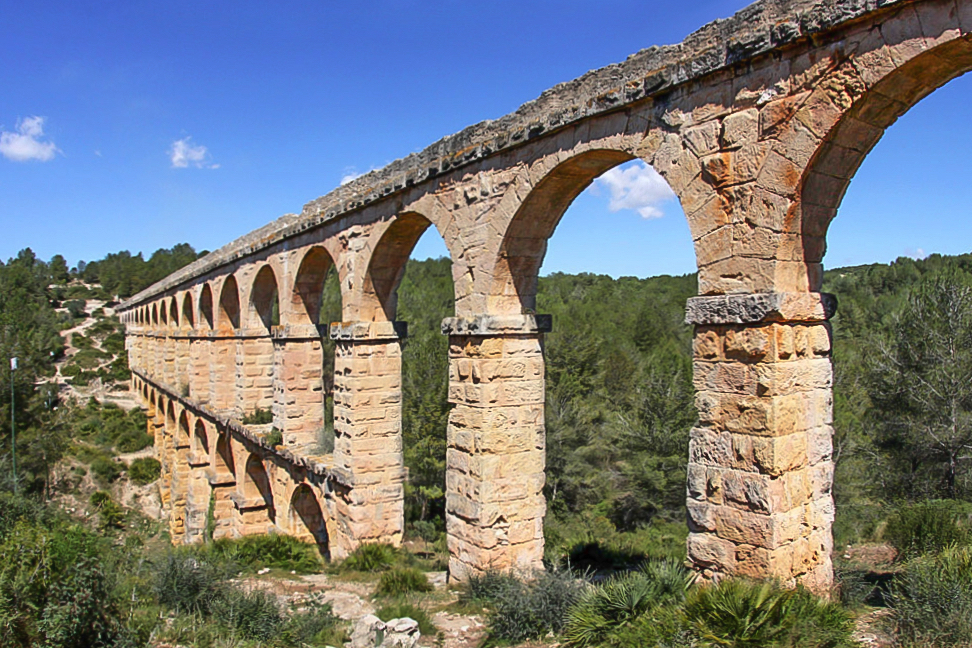
Aqüeducte romà prop de Tarragona, anomenat pont de les Ferreres o del Diable: 217 metres de llarg i 27 d'alçada, format per 11 arcades inferiors i 25 al pis superior
L'aqüeducte de Segòvia vist des de la base
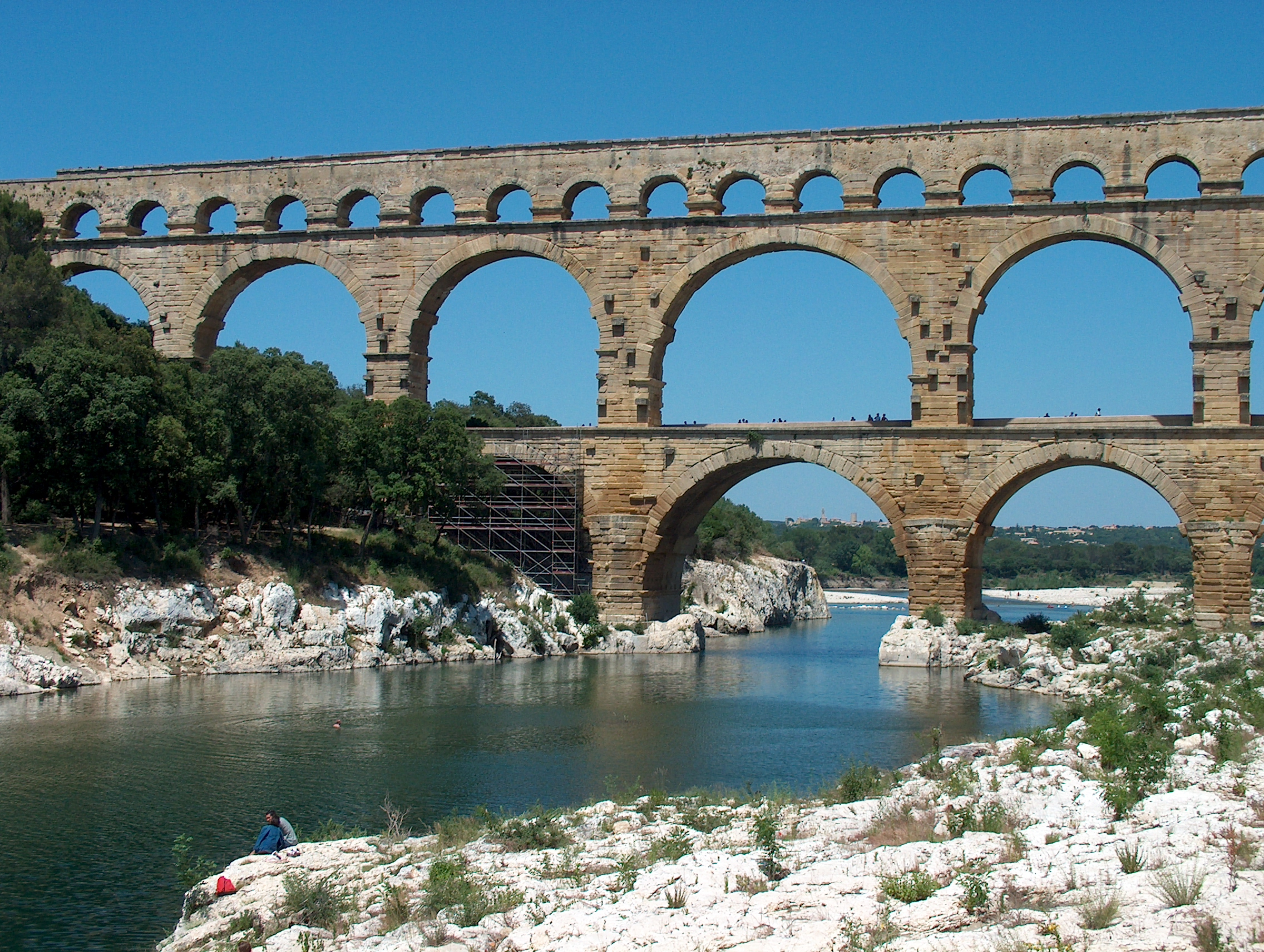
Pont du Gard, prop de Nimes

### Edat mitjana
A més de cases i palaus, hi ha dos tipus de construccions de pedra que demostren el grau de perfecció de l'art de la pedra picada: les catedrals i els castells.

#### Claustres
A diferència d'altres elements arquitectònics, els claustres són accessibles i permeten observar directament la categoria artística i professional dels picapedrers.

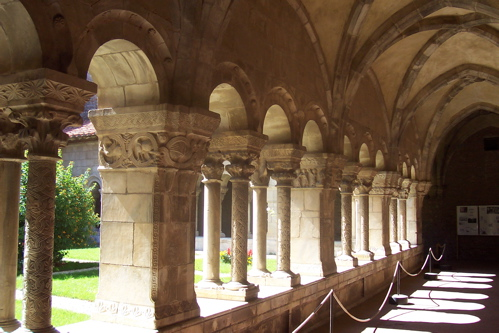
Claustre d'Elna
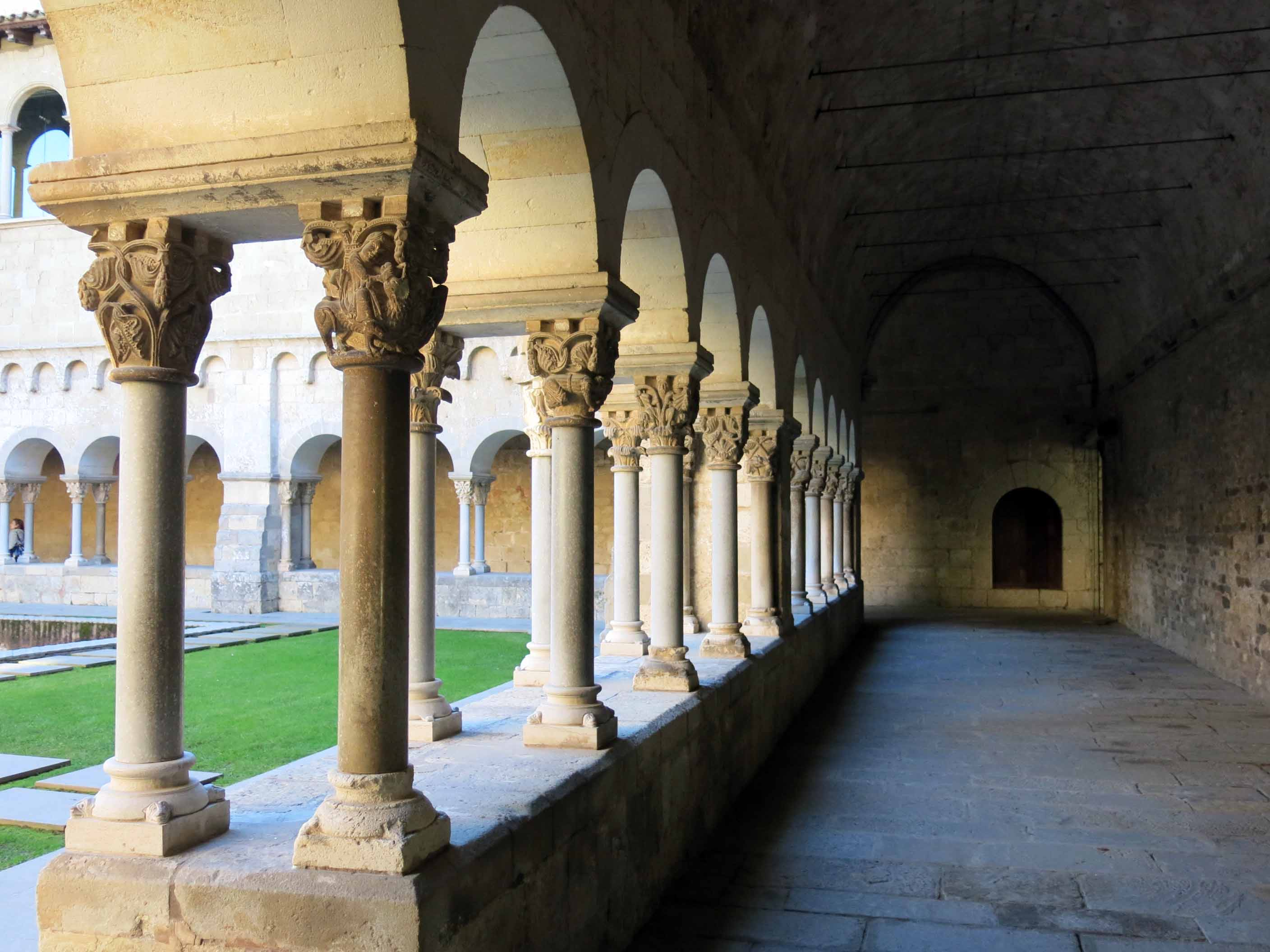
Claustre del monestir de Sant Cugat del Vallès
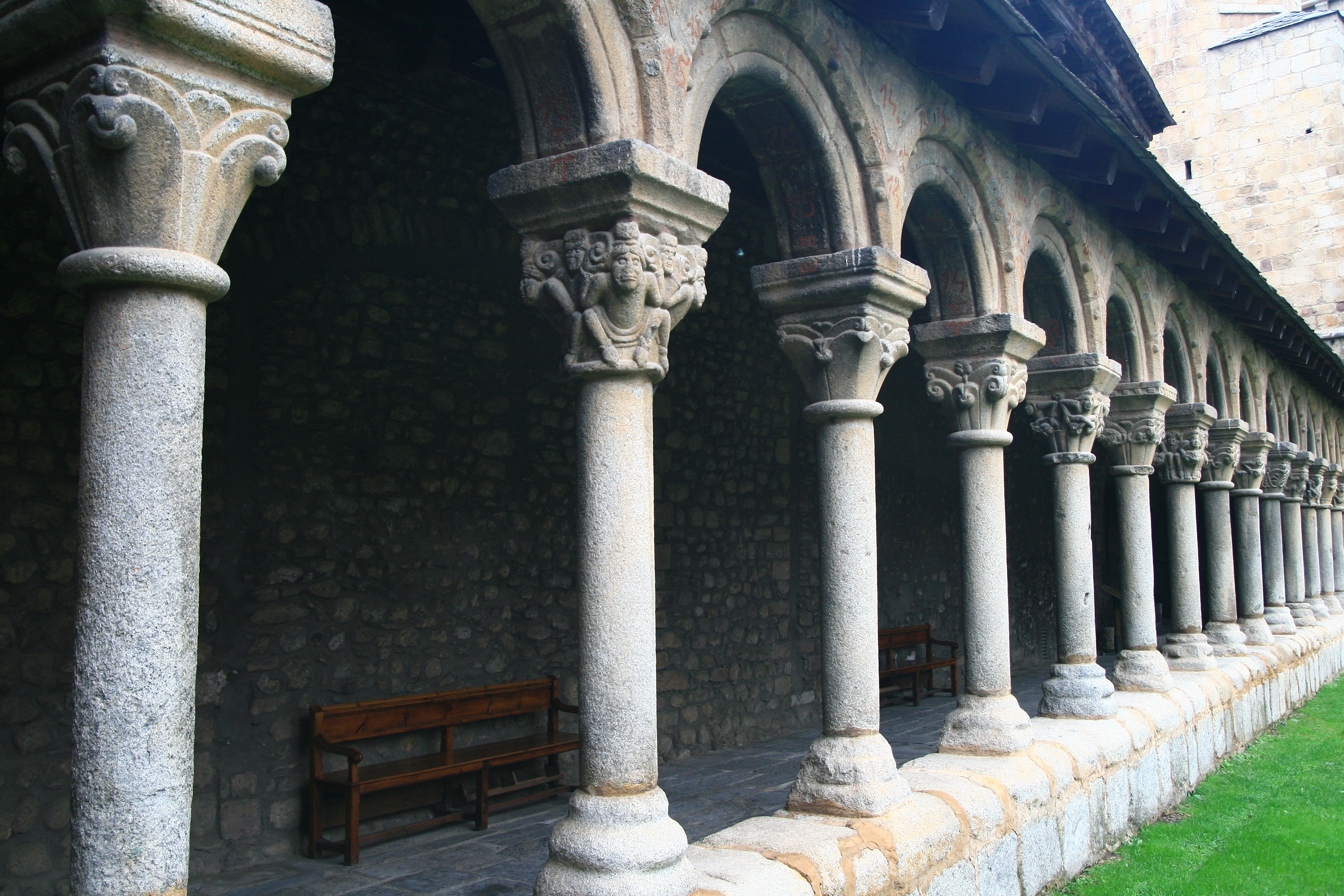
Claustre de la catedral de Santa Maria (Seu d'Urgell)
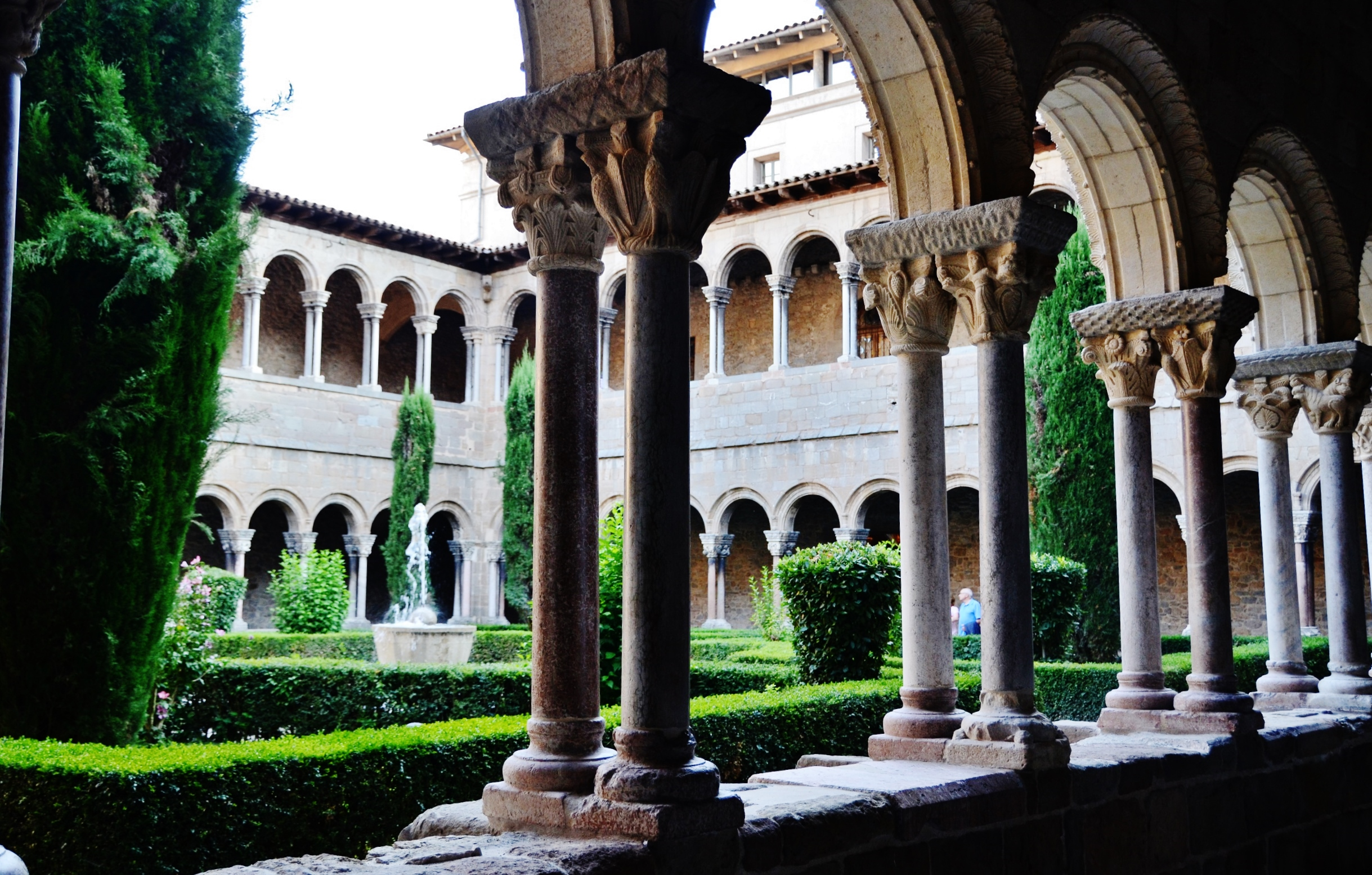
Claustre del monestir de Santa Maria de Ripoll

#### Rosasses
La rosassa, rosetó, rosó, rosa o O és un element ornamental, majoritàriament, a les catedrals durant el període gòtic. Dins de l'eix conductor d'aquest període artístic, la rosassa transmet, mitjançant la llum i el color, el contacte amb l'espiritualitat i l'ascensió al sagrat.

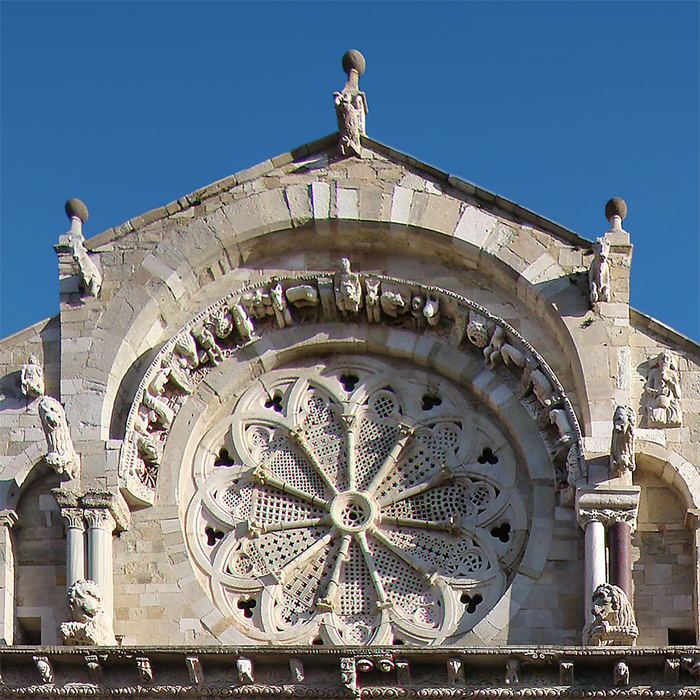
Itàlia, Catedral de Troia (1093-1125).
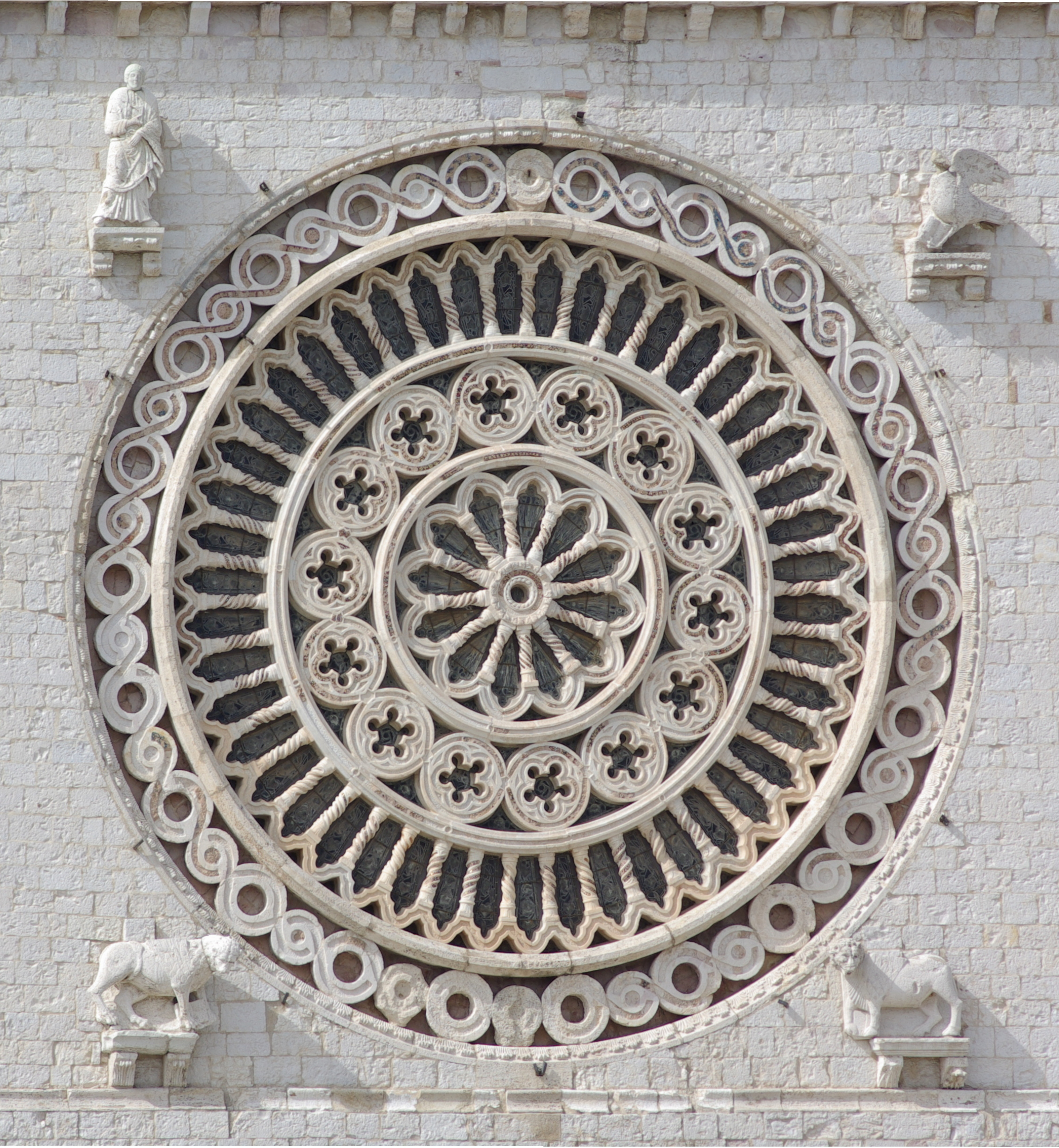
Itàlia, Basilica de San Francesco d'Assisi (1228-1253).
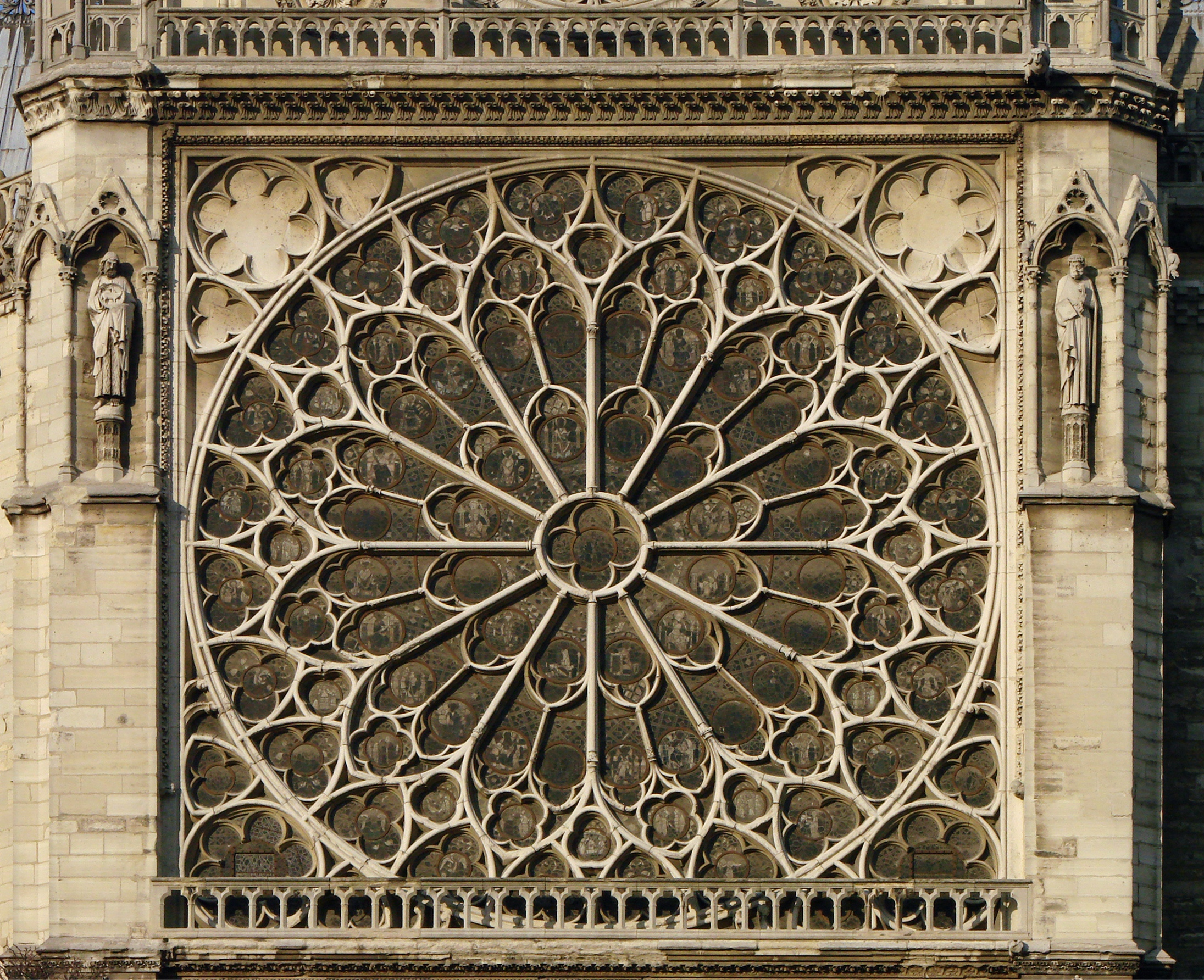
França, Notre-Dame de Paris (1250-1260).
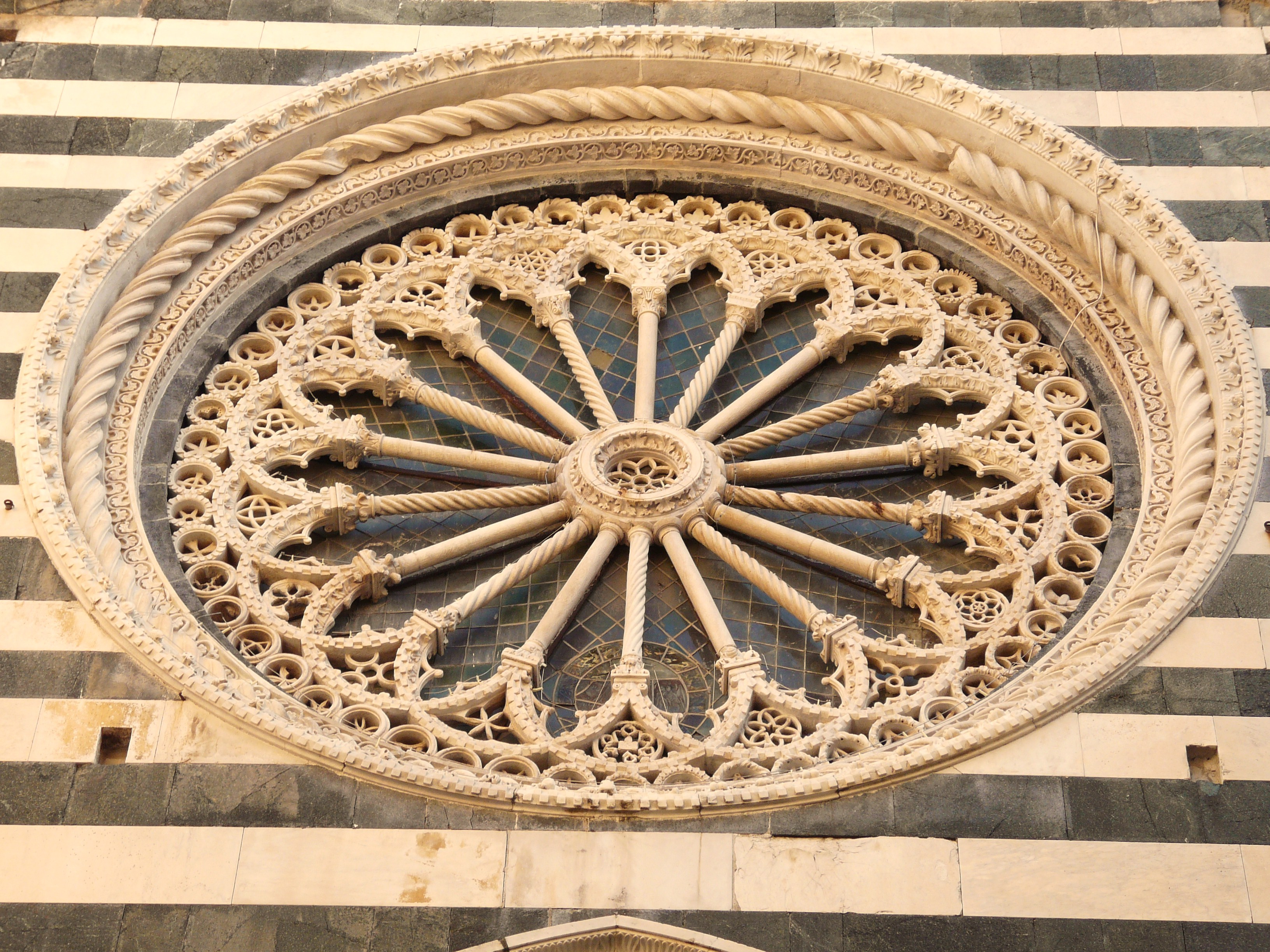
Itàlia, Monterosso al Mare, Església de Sant Joan Bautista (1282-1307).
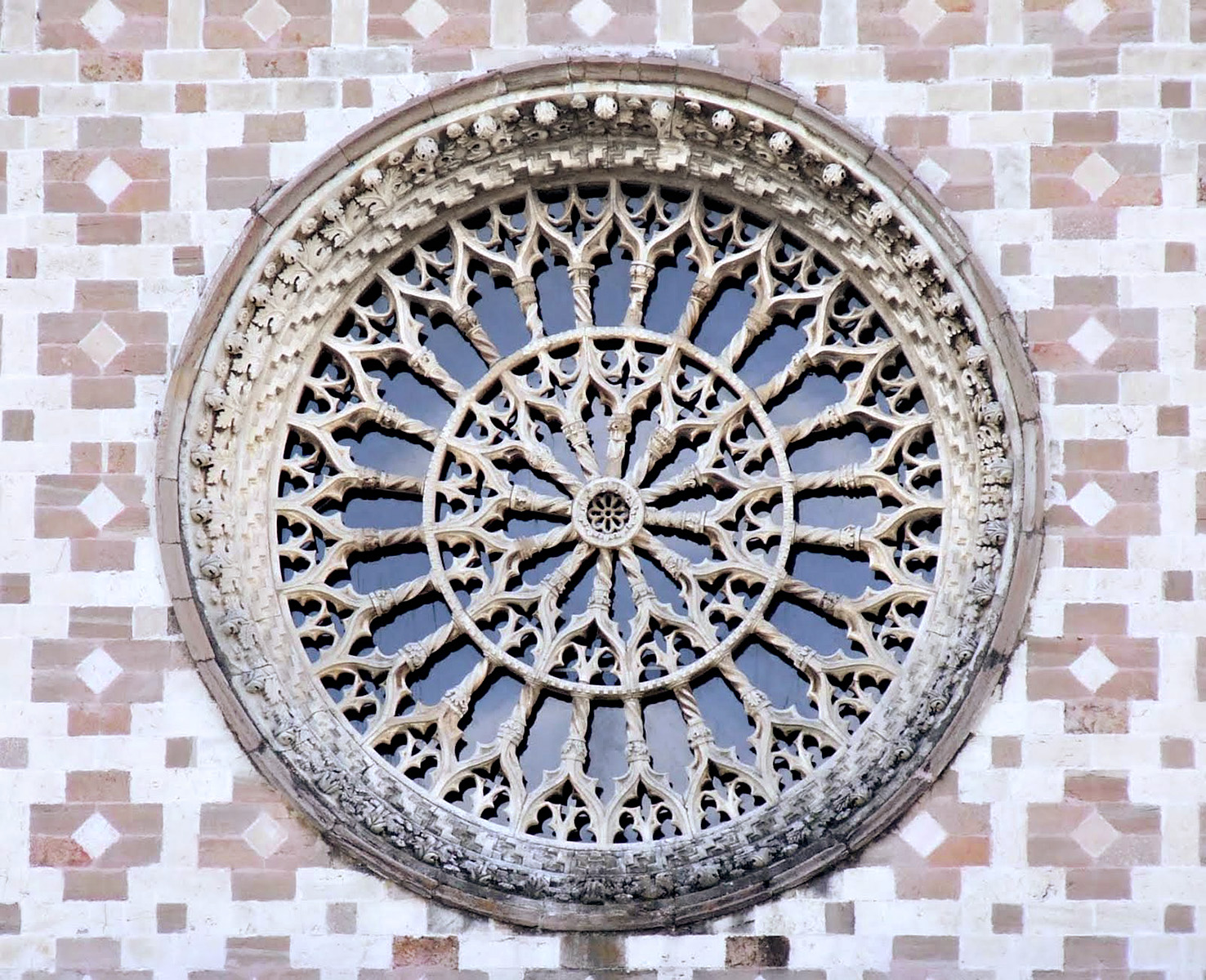
Itàlia, L'Aquila, Basílica de Santa Maria di Collemaggio, (1287).

#### Els col·legis
A l'edat mitjana, els picapedrers s'organitzaven en col·legis professionals per regular l'ofici, defensar els seus interessos i donar-se suport mutu.
A Mallorca, el col·legi dels picapedrers està documentat del segle xiv, i les ordinacions més antigues que es coneixen són de 1405. Els seus patrons eren la Verge Maria i els Quatre Sants Coronats (Sever, Severià, Carpòfor i Victorí, màrtirs escultors), i celebraven la seva festa el dimarts de Pentecosta. Tenien la sala a la cantonada de la plaça de Santa Eulàlia i el carrer de Sant Francesc; anteriorment l'havien tenguda a la mateixa església de Santa Eulàlia, on tenien la capella dels Sants Coronats (actualment del Sagrat Cor). L'escut d'armes del col·legi consistia en un tallant entre un compàs i un escaire.

### Renaixement

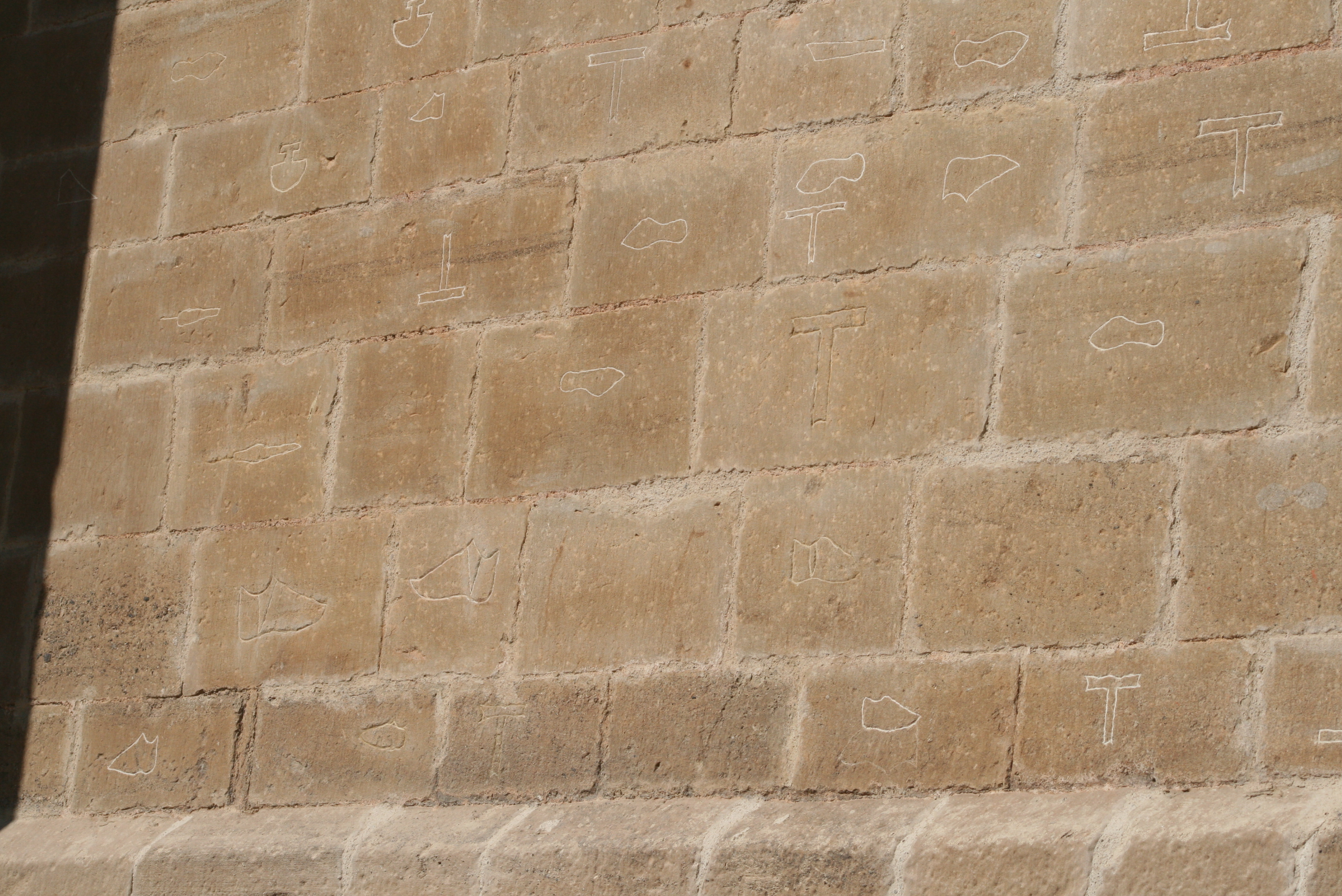
Marques fetes pels picapedrers als carreus de la part exterior del mur de l'àbsida de la Seu de Manresa

L'Encoixinat, és un tipus d'acabat exterior dels paraments de pedra amb carreus, que consisteix en una forma de treballar en relleu la cara vista de la pedra enfondint les juntes per tal de donar la sensació de juntes amples.

## Detalls de l'ofici
La professió de picapedrer es pot analitzar seguint el camí dels productes elaborats. La matèria primera es troba en una pedrera. D'allí cal extreure blocs de pedra, en brut o tallats, i transformar-los en peces adequades. Hi ha una fase de transport, des de la pedrera fins al punt de destinació. Aquest punt de destinació pot ser temporal (obrador del picapedrer) o definitiu (a peu d'obra).
Les fases finals dels diversos productes (carreus, dovelles, esglaons, columnes, capitells, ...) exigeixen processos de talla i acabat. A vegades amb l'auxili de traces, patrons, motlles o similars.
L'etapa final és la posada en obra de les peces perfectament acabades.
- Una obra acabada pot requerir processos de reconstrucció i restauració. Si hi ha elements de pedra tallada, aquestes activitats aniran a càrrec de picapedrers.

## Estereotomia
Les obres de pedra picada són un conjunt de peces de pedra tallada ajustades amb un grau de precisió molt alt. El conjunt de coneixements científics i tecnològics que permeten (i permetien) passar de la roca en brut de la pedrera a la peça acabada es coneix amb el nom d'estereotomia.

## Eines usades

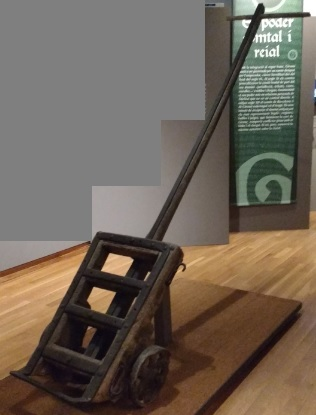
Carreta usada per transportar pedres.

Els picapedrers disposaven de diferents eines i instruments per realitzar la seva feina. Un dels elements que els facilitava la feina eren els carros que utilitzaven per transportar les pedres, una d'aquestes carretes es pot veure al Museu d'Història de Girona.

### Eines manuals
Algunes de les eines manuals són les següents:
- Buixarda
- Cisell
- Cisell de tall corbat
- Escoda
- Grípia
- Maça
- Martell
- Plomada

### Eines dels trencadors
Les eines bàsiques que empraven els trencadors eren l'escoda, el tallant, el picot de regatar, la picassa de diferents mides, el perpal, el càvec, l'escaire, les regles i les galgues o la règia, el xerrac, el punxó de ferro per marcar, i els tascons i les llaunes.

### Eines modernes
Els picapedrers actuals, a més de les eines manuals tradicionals, disposen d'eines amb motors elèctrics o pneumàtics. Algunes d'aquestes eines o sistemes de treball són noves: moles per a tallar, freses mecàniques, tall per cable amb abrasiu, tall per aigua a pressió, …

## Rendiments

### Rendiment d'un pedrapiquer en l'ús de la buixarda
És difícil establir el rendiment d'un picapedrer a l'hora de buixardar. La velocitat de treball depèn de la duresa de la pedra i del grau d'acabat que hom vol aconseguir. Tanmateix hi ha autors que varen publicar algunes xifres per a treballs concrets.

## Tractats
- 1646. Libro de cortes de cantería , manuscrit.[12]

- 1653. Vertaderes traces de l'art de picapedrer de Josep Gelabert.[13]

- 1794. Tratados de arquitectura civil, montea y canteria, y reloxes. Tomàs Vicent Tosca.[14]

- 1795. Tratado elemental de los cortes de canteria o arte de la montea: obra en que se enseña á montear y labrar las bóvedas simples ...[15]

- 1835. Le Vignole du maître, du compagnon ouvrier et du tailleur de pierres, renfermant les ordres d'architecture ; ouvrage indispensable aux architectes, maçons, menuisiers, propriétaires et à tous ceux qui veulent bâtir ; avec un grand nombre de planches.[16]
  - "Vignole" en honor de Jacopo Vignola. Autor, entre d'altres, de diverses obres pràctiques.

- 1852. Manuale degli ingegneri, architetti, misuratori con formole, tavole e indicazioni pratiche.[17]

- 1884. Manual del cantero y marmolista.[18]

- 1982. Technologie de la taille de pierre.[19]

- 1998. Encyclopédie des métiers. Maçonnerie et taille de pierre T.2.[20]

- 2011. Le dessin pour l'apprenti maçon et tailleur de pierre.[21]

## Documents
- 1369. Barcelona. Ramon Merenyà, picapedrer de la ciutat de Girona, cobra sis-cents sous per les columnes de les creus que feia Pere Moragues (escultor i orfebre).[22]
- 1369. Pedrapiquer a la torre de L'Hospitalet de l'Infant.[23]
- 1437-1463. València. Pagaments diversos als pedrapiquers que treballaren en la construcció de la Capella Reial d'Alfons el Magnànim.[24]
- 1462. Trenta lliures pagades a Pasqual Tholosa, mestre de cases (i picapedrer?), per la manufactura de pedres de bombarda.[25]
- 1476.	València. Ordinacions de l'art i ofici dels pedrapiquers.[26]
- 1588. València. Confirmació del privilegi de portar armes als pedrapiquers.[27]
- 1653. Vertaderas traces del art de picapedrer. Josep Gelabert, picapedrer natural de Mallorca.[28]
- 1685. Lleida. Ordinacions dels mestres de cases, pedrapiquers i cubers de Lleida.[29]